# Un micro dans le nez
Pour plus de détails, voir Fiche technique et Distribution.
Un micro dans le nez (The Spy with a Cold Nose) est une comédie d'espionnage britannique de Daniel Petrie sortie en 1966.

## Synopsis
L'intrigue est une parodie d'espionnage dans laquelle un chien se voit implanter un dispositif d'écoute secret sous la peau avant d'être présenté en cadeau au dirigeant russe. Les espions recrutent un vétérinaire, joué par Laurence Harvey, pour récupérer l'émetteur avant que les Russes ne le trouvent.

## Fiche technique
Sauf indication contraire, les informations mentionnées dans cette section peuvent être confirmées par la base de données cinématographiques IMDb,  présente dans la section « Liens externes ».
- Titre français : Un micro dans le nez ou L'Espion au nez froid[2]
- Titre original britannique : The Spy with a Cold Nose
- Réalisation : Ralph Thomas
- Scénario : Ray Galton, Alan Simpson
- Photographie : Kenneth Higgins
- Montage : Jack Slade
- Musique : Riz Ortolani
- Production : Joseph Levine, Leonard Lightstone, Robert Porter, Beryl Vertue
- Sociétés de production : Associated London Films
- Pays de production :  Royaume-Uni
- Langue originale : anglais
- Format : Couleur - Son mono
- Durée : 93 minutes
- Genre : Comédie d'espionnage
- Dates de sortie :
  - États-Unis : 19 décembre 1966 (New York)
  - Royaume-Uni : 13 avril 1967 (Londres)
  - France : 10 mai 1968

## Distribution
- Laurence Harvey : Dr Francis Trevelyan
- Daliah Lavi : Princesse Natasha Romanova
- Lionel Jeffries : Stanley Farquhar
- Eric Sykes : Wrigley
- Eric Portman : L'ambassadeur britannique
- Denholm Elliott : Pond-Jones
- Colin Blakely : Premier ministre russe
- June Whitfield : Elsie Farquhar
- Robert Flemyng : Le chef du MI5
- Pickles : le chien.

## Autour du film
Dès 1961, la CIA élabore le projet Acoustic Kitty dont le but est d'espionner le Kremlin et des ambassades soviétiques à l'aide d'un chat auquel il a été implanté un microphone et une antenne radio .